# Ozineus dubius
Ozineus dubius là một loài bọ cánh cứng trong họ Cerambycidae.